# آکاسیای آبی‌رنگ
آکاکیا آبی‌رنگ (نام علمی: Acacia caerulescens) نام یک گونه از سرده آکاسیا است.